# Nicolás Augusto González
Nicolás Augusto González (Rafaela, Provincia de Santa Fe; 26 de agosto de 1988) es un piloto argentino de automovilismo de velocidad. Compitió a nivel nacional en categorías como la Copa Mégane o el Top Race Junior, donde consiguió obtener importantes resultados, como ser un subcampeonato en la primera y dos terceros puestos en la segunda.
Debutó a nivel nacional en el año 2006 incursionando en la Copa Mégane, categoría en la cual alcanzaría el subcampeonato en su temporada debut. En el año 2008 pasó a competir en el Top Race Junior, categoría donde se destacó compitiendo al comando de unidades Ford Mondeo II y con las cuales lograría el tercer lugar del campeonato en los años 2008 y 2010. En el segundo semestre del año 2010 debutó en la divisional TC Pista de la Asociación Corredores de Turismo Carretera, donde se presentó a competir al comando de una unidad Ford Falcon. En esta divisional concursó hasta el año 2015, donde tras obtener el subcampeonato de esta temporada, fue acreedor de un ascenso al Turismo Carretera. En esta última divisional compitió entre los años 2016 y 2019 al comando de una unidad Torino Cherokee. Tras su última participación en esta divisional, resolvió suspender su actividad profesional alegando problemas presupuestarios. A pesar de ello, tuvo un breve retorno en las fechas 3 y 4 del campeonato 2020, debiendo volver a suspender su actividad del plano nacional por razones presupuestarias. Su carrera deportiva continuó a nivel zonal, incursionando en la categoría TC 4000 SS de la provincia de Santa Fe.
En 2025 y luego de 5 años de ausencia a nivel nacional, retornó a la actividad en dicho plano, participando en la Clase 2 de la categoría Turismo Pista, debutando al comando de un Fiat Uno Way, continuando a su vez con su incursión en el automovilismo zonal.

## Biografía
Iniciado en el automovilismo zonal de la mano de su tío, el reconocido piloto de TC René Zanatta, Nicolás González ascendió al automovilismo nacional, debutando en la categoría monomarca Copa Mégane, organizada por Renault Sport como telonera del TC 2000. Allí, el joven piloto rafaelino obtendría un buen número de victorias que terminarían dándole el subcampeonato del año 2006. Al año siguiente, volvería a demostrar su performance, peleando palmo a palmo un título que terminaría llevándose el piloto Agustín Canapino, futuro campeón de TC. Nuevamente en esta edición, González volvería a subir a lo más alto del podio en reiteradas oportunidades, llevándose el tercer lugar del torneo.
Sus actuaciones en esta categoría le terminaron abriendo las puertas de una nueva especialidad en el año 2008: El Top Race Junior. Convocado por el equipo JE Motorsport, González volvería a hacer gala de sus cualidades obteniendo dos victorias y cerrando el año en tercer lugar, luego de pelear el título palmo a palmo con Gonzalo Perlo (campeón) y Germán Giles (subcampeón). Al año siguiente, el equipo renueva su confianza en él para poder alcanzar el campeonato, sin embargo a pesar de haber ganado una competencia, terminaría retirándose del equipo a finales del torneo.
Finalmente, en el año 2010, es convocado por la escuadra GT Racing del piloto Gustavo Tadei, quien conocedor del potencial de González, decide confiarle la unidad con la que Gustavo Micheloud obtuviese el subcampeonato 2009, para disputar la Copa América 2010. Una victoria en la primera fecha y otros podios, volvieron a depositar al piloto rafaelino en la lucha por el título, terminando nuevamente en tercer lugar. Sin embargo, una vez finalizado este torneo, González decide retirarse nuevamente de la categoría, pasando a competir en el TC Pista, categoría en la que debutó el 4 de julio de ese año, al comando de un Ford Falcon y culminando el torneo en el 31.eɽ lugar.
Entre los años 2011 y 2015, González continuaría compitiendo dentro del TC Pista, primeramente sobre una unidad del equipo de Carlos Sava con el que desarrollaría las temporadas 2011 y 2012, sin resultados relevantes y cerrando el torneo en la 19.ª y 25.ª colocación respectivamente. Para la temporada 2013 se produce su pase al equipo Werner Competición, con el que disputaría sus últimas temporadas dentro de esta divisional. Este cambio representaría un salto cualitativo en la carrera deportiva de González, quien al comando del Ford Falcon atendido por esta escudería, conseguiría cosechar sus primeros grandes resultados dentro de esta categoría, al obtener su primera victoria el 21 de julio de 2013, nada más ni nada menos que en el Autódromo Oscar y Juan Gálvez. Esta victoria, sumada a otros tres podios cosechados, le permitirían a Nicolás clasificar en el selecto grupo de pilotos que disputaron el Play Off definitiorio, cerrando en el 5º lugar del ranking de esta etapa y en el 4º lugar del campeonato general.

## Trayectoria deportiva
| Temporada | Categoría                         | Equipo                         | Coche              | Carreras | Victorias | Podios | Poles | VR | Puntos      | Pos.        |
| --------- | --------------------------------- | ------------------------------ | ------------------ | -------- | --------- | ------ | ----- | -- | ----------- | ----------- |
| 2006      | Copa Mégane                       | Pfening Competición            | Renault Megane     | 14       | 3         | 4      | 3     | 2  | 133.00      | 2º          |
| 2007      | Copa Mégane                       | Pfening Competición            | Renault Megane     | 12       | 3         | 5      | 3     | 1  | 125.00      | 3º          |
| 2007      | Top Race Junior                   | RG Motorsport                  | Ford Mondeo Junior | 3        | 0         | 0      | 0     | 0  | 18.00       | 15º         |
| 2008      | Top Race Junior                   | RG Motorsport                  | Ford Mondeo Junior | 12       | 2         | 3      | 2     | 0  | 106.00      | 3º          |
| 2009      | Top Race Junior                   | JE Motorsport                  | Ford Mondeo Junior | 3        | 1         | 2      | 0     | 1  | 44.00       | 10º         |
| 2010      | Top Race Junior, Copa América     | GT Racing                      | Ford Mondeo Junior | 6        | 1         | 3      | 1     | 1  | 68.00       | 3º          |
| 2010      | TC Pista                          | Carlos Sava Racing             | Ford Falcon        | 7        | 0         | 0      | 0     | 0  | 21.50       | 37º         |
| 2011      | TC Pista                          | Carlos Sava Racing             | Ford Falcon        | 15       | 0         | 1      | 0     | 0  | 73.25       | 19º         |
| 2012      | TC Pista                          | Mar y Sierras Competición      | Ford Falcon        | 14       | 0         | 0      | 0     | 0  | 58.00       | 25º         |
| 2013      | TC Pista                          | Werner Competición             | Ford Falcon        | 16       | 1         | 5      | 0     | 0  | 443.00      | 4º          |
| 2013      | TC 4000 Standard Santafesino      | Piersimoni Sport               | Ford Falcon        | 2        | 0         | 0      | 0     | 0  | 0.00        | Inv.        |
| 2014      | TC Pista                          | Werner Competición             | Ford Falcon        | 16       | 1         | 3      | 0     | 2  | 390.50      | 9º          |
| 2014      | Torneo de Invitados del TC Mouras | FP Racing Team                 | Torino Cherokee    | 1        | 0         | 0      | 0     | 0  | 9.00        | 39º         |
| 2014      | TC 4000 Standard Santafesino      | Piersimoni Sport               | Ford Falcon        | 4        | 0         | 1      | 0     | 0  | 59.00       | 14º         |
| 2015      | TC Pista                          | Werner Competición             | Ford Falcon        | 16       | 1         | 7      | 2     | 3  | 510.00      | 2º          |
| 2016      | Turismo Carretera                 | A&P Competición                | Torino Cherokee    | 16       | 0         | 0      | 0     | 0  | 317.25      | 29º         |
| 2017      | Turismo Carretera                 | A&P Competición                | Torino Cherokee    | 14       | 0         | 0      | 0     | 0  | 178.25      | 32º         |
| 2018      | Turismo Carretera                 | A&P Competición                | Torino Cherokee    | 15       | 0         | 0      | 0     | 0  | 285.25      | 19º         |
| 2019      | Turismo Carretera                 | A&P Competición                | Torino Cherokee    | 12       | 0         | 0      | 0     | 0  | 165.50      | 28º         |
| 2019      | TC 4000 Standard Santafesino      | Piersimoni Sport               | Ford Falcon        | 9        | 2         | 2      | 0     | 0  | 105.00      | 8º          |
| 2020      | Turismo Carretera                 | Impiombato Motorsport          | Dodge Cherokee     | 2        | 0         | 0      | 0     | 0  | 6.00        | 49º         |
| 2025      | Clase 2 del Turismo Pista         | MM Competición - Edicar Racing | Fiat Uno Way       | 1        | 0         | 0      | 0     | 0  | Por definir | Por definir |
| Fuente:   |                                   |                                |                    |          |           |        |       |    |             |             |

## Resultados

### Top Race
| Temporada         | Categoría       | Vehículo       | Equipo        | Posición final  |
| ----------------- | --------------- | -------------- | ------------- | --------------- |
| 2007              | Top Race Junior | Ford Mondeo II | RG Motorsport | 15º (18 puntos) |
| 2008              | Top Race Junior | Ford Mondeo II | RG Motorsport | 3º (106 puntos) |
| 2009              | Top Race Junior | Ford Mondeo II | JE Motorsport | 10º (44 puntos) |
| Copa América 2010 | Top Race Junior | Ford Mondeo II | GT Racing     | 3º (68 puntos)  |

## Palmarés
| Título     | Categoría   | Marca            | Año  |
| ---------- | ----------- | ---------------- | ---- |
| Subcampeón | Copa Mégane | Renault Mégane I | 2006 |
| Subcampeón | TC Pista    | Ford Falcon      | 2015 |